# Końcepole (sielsowiet Opsa)
Końcepole – dawna osada. Tereny, na których była położona, leżą obecnie na Białorusi, w obwodzie witebskim, w rejonie brasławskim, w sielsowiecie Opsa.

## Historia
W latach 1921–1945 osada leżała w Polsce, w województwie nowogródzkim (od 1926 w województwie wileńskim), w powiecie brasławskim, w gminie Opsa.
Powszechny Spis Ludności z 1921 roku nie podał danych dotyczących miejscowości. W 1931 osada została spisana łącznie z Janówką i Kowalewem. Zamieszkiwało tu w 4 domach 27 osób.
Miejscowość podlegała pod Sąd Grodzki w Opsie i Okręgowy w Wilnie; właściwy urząd pocztowy mieścił się w Opsie.